# Brasiella (Gaymara)
Brasiella (Gaymara) – podrodzaj chrząszczy z rodziny biegaczowatych, podrodziny trzyszczowatych i rodzaju Brasiella.

## Taksonomia
Takson ten wprowadzony został w 1989 roku przez Roberta Freitaga i Barbarę L. Barnes jako podrodzaj Cicindela (Gaymara) z rodzaju Cicindela. Gatunkiem typowym została Cicindela chlorostica Kollar, 1836. Później przeniesiony do rodzaju Brasiella. Nazwa Gaymara pochodzi od imion Gayli E. Freitag, Gavina W. Freitaga, Margot E. Freitag i Barbary L. Barnes, którzy pomagali głównemu autorowi w badaniach nad trzyszczami.

## Opis
Ciało duże, u większości imagines od 8 do 12 mm długie. Głowa w większości łysa. Labrum trójzębne, wydłużone, z 4 do 6 (rzadko z 7) szczecinkami przedbrzegowymi. Przedplecze szerokie. Skleryt jajowodu obecny. Brzuszny skleryt torebki kopulacyjnej z oszczecinionymi bocznymi wyrostkami tylnymi. Łączna długość spermateki i przewodu około 1 do 2 mm. Środkowy płat genitaliów samców u większości gatunków z hakiem wierzchołkowym, a flagellum nieobecne.

## Rozprzestrzenienie
Chrząszcze te zamieszkują krainę neotropikalną od północnej Argentyny, przez Paragwaj, Urugwaj, Boliwię, Peru, Ekwador po południową część zlewni Amazonki w Brazylii.

## Systematyka
Podrodzaj podzielony jest na 2 grupy gatunków: chlorostica group i anulipes group. Łącznie należy do niego 7 następujących gatunków:
- Brasiella anulipes (W. Horn, 1897)
- Brasiella balzani (W. Horn, 1899)
- Brasiella chlorosticta (Kollar, 1836)
- Brasiella nigroreticulata (W. Horn, 1927)
- Brasiella paranigroreticulata (Freitag et Barnes, 1989)
- Brasiella rotundatodilatata (W. Horn, 1925)
- Brasiella staudingeria (W. Horn, 1915)